# Dmitri Wassiljewitsch Surenski
Dmitri Wassiljewitsch Surenski (russisch Дмитрий Васильевич Суренский, auch Dmitrij Surenskij und Dmitri Surensky transkribiert; * 18. August 1902; † 14. April 1977) war ein sowjetischer Kameramann.
Surenski schloss 1930 die Ausbildung am Staatlichen Technikum der Kameraleute ab und arbeitete anschließend für das Studio Meschrabpom. Zwischen 1945 und 1948 stand er bei Stereokino unter Vertrag und war dort 1947 an einer Adaption von Robinson Crusoe, die in Kooperation mit dem Tifliser Kinostudio entstand, beteiligt. Diese war der erste sowjetische 3D-Film in Spielfilmlänge. Nach der Rückkehr zu seiner alten Wirkungsstätte arbeitete Surenksi mehrmals mit Alexander Rou zusammen. Auch unter dessen Regie setzte er die Stereoskopie ein, u. a. in Mainacht (1952).
Am 8. August 1966 wurde Surenski zum Verdienten Kunstschaffenden der RSFSR ernannt.

## Filmografie (Auswahl)
- 1934: Drei Lieder über Lenin (Tri pesni o Lenine)
- 1952: Mainacht (Maiskaja notsch, ili utoplenija)
- 1956: Dragozenny podarok
- 1960: Die verzauberte Marie (Marja-iskusniza)
- 1962: Die Nacht vor Weihnachten (Wetschera na chutore blis Dikanki)
- 1964: Abenteuer im Zauberwald (Morosko)
- 1968: Feuer, Wasser und Posaunen (Ogon, woda i ... mednyje truby)
- 1970: Die schöne Warwara (Warwara-krasa, dlinnaja kosa)